# Бодякино (Псковська область)
Бодякино (рос. Бодякино) — присілок в Куньїнському районі Псковської області Російської Федерації.
Населення становить 3 особи. Входить до складу муніципального утворення Жижицька волость.

## Історія
Від 2015 року входить до складу муніципального утворення Жижицька волость.

## Населення
| 2001 | 2002 | 2010 |
| ---- | ---- | ---- |
| 1    | ↘0   | ↗3   |